# Marina Schulze
Marina Schulze (* 1973 in Delmenhorst) ist eine deutsche bildende Künstlerin.

## Leben
Sie wuchs im ländlichen Ganderkesee im Oldenburger Land auf. Von 1991 bis 1994 absolvierte sie eine Ausbildung als Schauwerbegestalterin. Im Anschluss studierte sie von 1996 bis 1998 Freie Bildende Kunst an der Hochschule für Künste im Sozialen Ottersberg, von 1999 bis 2004 an der Hochschule für Künste Bremen bei Stefan Kürten und Katharina Grosse sowie 2003 im Rahmen eines Studienaufenthaltes an der Kunstakademie Islands (Listaháskóli Íslands) in Reykjavík. Von 2004 bis zum Studienabschluss 2005 war sie Meisterschülerin bei Karin Kneffel an der Hochschule für Künste Bremen.
Nach einem Arbeitsaufenthalt in New York 2006, gefolgt von verschiedenen Residenzstipendien, hatte sie von 2017 bis 2018 eine Vertretungsprofessur an der Hochschule für Künste im Sozialen Ottersberg inne. Schulze ist Mitglied im Künstlerinnenverband Bremen, GEDOK. 2019 war sie Jurymitglied des Willi-Oltmanns-Preises. Mit ihrer Familie lebt und arbeitet sie im Ortsteil Falkenburg von Ganderkesee und in Bremen, wo sie in der Neustadt ein Atelier hat. Zu den Künstlern, die für Schulze besonders bedeutend sind, zählen der Schweizer Alberto Giacometti, dessen Porträtmalerei sie besonders vor ihrem Studium beeindruckte und die Untergründe und Formen in der abstrakten Malerei von Charline von Heyl.

## Werk
Marina Schulze fotografiert ihre Bildmotive und malt sie dann auf großformatige Leinwände. Für die Panoramabilder von mehreren Metern Größe und Breite arbeitet sie zunächst vor dem Bild, später auf einem mobilen Gestell, mit dem sie sich über die liegende Leinwand bewegen kann, um zu malen. Auf die Grundfarbschicht aus Acrylfarbe trägt sie immer weitere Schichten auf. Schulze verzichtet bei ihren Bildern auf beschreibende Titel, um den Betrachter eigene Assoziationen entwickeln zu lassen.
Oft vergrößert sie Bildausschnitte mit Details von Oberflächen auf ein Vielfaches ihrer normalen Größe, so dass die auf ihren Bildern abgebildeten Strukturen keinen Bezug mehr zum ursprünglichen Objekt erkennen lassen. Die Verfremdung entsteht durch die Wahl des Bildausschnitts und das teils starke Heranzoomen. „Ihre Bilder sind oft so groß, dass man den Überblick zu verlieren droht und die Malerei gewissermaßen ins Ungegenständliche kippt. Zugleich zeichnet sie ein geradezu erstaunlicher Fotorealismus aus“. Sie arbeitet in Serien. Vielfach variiert sie die verschiedenen Themen. Licht, Wasser, Wolken, Haut und Haar sind wiederkehrende Elemente. In ihren Bildern von Haut und Haaren entstehen keine Abbildungen von „rein ästhetisierten Körperteilen“. „Vielmehr prägt der Anspruch einer schonungslos-ungeschönten Darstellungsweise, die jeglichen Makel und jedes noch so kleine Detail aufdeckt, ihre Arbeiten“.
Seit 2007 beschäftigt sie sich in ihren „Raumbildern“ mit dem Spiel mit Perspektiven und schafft dadurch optische Illusionen. In Island malte sie die ursprüngliche Landschaft vor der Flutung als monumentales Wandbild auf eine Staudammmauer. „Auf dieser ersten Inspiration basieren ihre Raumarbeiten, die einen installativen Charakter haben, auch wenn sie eigentlich gemalt sind.“ In Umkehrung der Trompe-l’œil-Technik bemalt sie Gegenstände, Möbel oder Raumelemente so, dass sie im Raum verschwinden, wie etwa eine Bank in der Städtischen Galerie Delmenhorst 2008, die optisch mit dem sie umgebenden Parkettboden verschmilzt, eine Säule in der Städtischen Galerie Bremen 2009, die sie so bemalt, dass sie für den Betrachter nahezu unsichtbar wird, oder eine Raum-Ecke 2009, die sich beim darauf Zugehen als eine in den Raum hineinragende Wand-Ecke herausstellt. „Objekte im Raum, ein Kubus, eine Säule, eine Sitzbank oder eine Stellwand sind auf ihrer sichtbaren Vorderseite so bemalt, dass sie von einem bestimmten Punkt aus den dahinter liegenden Raumausschnitt, den sie als Dinge verbergen, als Malerei täuschend echt reproduzieren“.
Daneben begann sie 2011 mit ihren „Lichtbildern“, für die sie Lichtmuster, Raster oder organische Strukturen wie Pilzlamellen auf nackte Körper und Gesichter projiziert, diese fotografiert und dann auf Leinwand malt.

## Stipendien und Preise
- 2011: einjähriges, standortunabhängiges Arbeitsstipendium der Stiftung Kunstfonds in Höhe von 16.000 Euro
- 2009: 2. Platz beim 1. Nordseekunstpreis Spiekeroog zum Thema „Identität“, Galerie- und Künstlerhaus Spiekeroog, verbunden mit einem Arbeitsstipendium auf Spiekeroog in Höhe von 6.000 Euro[13]
- 2008: 2. Rang, Kunst-am-Bau-Wettbewerb des Bundesministeriums für Landwirtschaft, Ernährung und Verbraucherschutz, Berlin
- 2007: Reisestipendium des Deutschen Akademischen Austauschdienstes für Graduierte in Island; Residenz-Stipendium der Association of Icelandic Visual Artists (SÍM) im Korpúlfsstaðir bei Reykjavík
- 2006: Residenz-Stipendium Berlin, Senator für Kultur des Senats der Freien Hansestadt Bremen
- 2004 bis 2005: Wohn- und Arbeitsstipendium der Gemeinde Stuhr in der Künstlerstätte Stuhr-Heiligenrode
- 2001 bis 2005: Stipendium vom Cusanuswerk, Bonn
- 2001: 1. Preis der Nordwestkunst 2001, Kunsthalle Wilhelmshaven[3][4][5]

## Ausstellungen (Auswahl)
- 2024: Friederike freigestellt. Städtische Galerie Lehrte
- 2022: Sunset. Ein Hoch auf die sinkende Sonne. Kunsthalle Bremen
- 2021: shallow depth. Syker Vorwerk - Zentrum für Zeitgenössische Kunst, Syke
- 2019: ANIMAL TURN Künstlerinnen zum Thema Tier. Syker Vorwerk - Zentrum für Zeitgenössische Kunst, Syke
- 2018: Der Wirklichkeit zu nah. Galerie Noah im Glaspalast Augsburg (mit Felix Rehfeld)[14]
- 2018: Crossover. Illusion und Wirklichkeit. Stadtmuseum Oldenburg (mit Helmut Lindemann)[8]
- 2017: Erscheinungsbilder. Galerie Falkenberg, Hannover[15]
- 2016: Aus der Nähe in die Ferne blicken. Heimatmuseum Schloss Schönebeck, Bremen (EZ)[2]
- 2015: Äußere Einflüsse. Kunstverein Zweistromkunst, Jork (EZ)
- 2015: Reflets dans léau – Reflexe im Wasser. Galerie Rue Sans Fraise, Paris, Frankreich / Kunsthalle Wilhelmshaven / Braun-Falco Galerie, München
- 2014: Karin Kneffel und Meisterschüler. Städtische Galerie Eichenmüllerhaus, Lemgo
- 2014: ART UP YOUR LIFE. Kunstmuseum Bremerhaven
- 2014: MALcollection Ger van Dam. Drents Museum, Assen
- 2014: Keine Tiefe ohne Oberfläche. Galerie im Künstlerhaus Göttingen (EZ)
- 2013: Head and Shoulders. Städtische Galerie Delmenhorst[16]
- 2013: Ich bin´s_Mein gespiegeltes Selbst. Palais Rastede
- 2012: [res•i•dence] – Junge Kunst aus Niedersachsen. Syker Vorwerk - Zentrum für Zeitgenössische Kunst, Syke[17]

- 2012: Flüchtig. Galerie Beim Steinernen Kreuz, Bremen (mit Norbert Bauer)
- 2012: Ab in die Ecke! Städtische Galerie Delmenhorst
- 2012: Highlights. Cuxhavener Kunstverein
- 2010: Blow up. Stiftung Burg Kniphausen, Wilhelmshaven (EZ)[10][12]

- 2010: Leinen los!, 85. Herbstausstellung niedersächsischer Künstler, Kunstverein Hannover
- 2010: Im Norden. Schlosssaal Landesmuseum für Kunst und Kulturgeschichte Oldenburg[18]
- 2009: Anatomy of Condition. Mältinranta Artcenter, Tampere, Finnland (mit Heini Matveinen)
- 2009: Anatomy of the other. Galerie Titanik, Turku, Finnland (mit Heini Matveinen)
- 2009: Bildschön. Städtische Galerie Karlsruhe

- 2008: Frauenbilder - 15 internationale Künstlerinnen. Kunsthalle Lingen
- 2008: Sweet Dreams. Städtische Galerie Delmenhorst
- 2007: Sieh es doch mal so. Kunstfoyer am Langenweg, Oldenburg (EZ)
- 2006: Gute Waden. Cuxhavener Kunstverein (EZ)[11]

- 2006: corpus delicti. Psychoanalytisches Institut im Haus Meyer, Bremen (mit Marikke Heinz-Hoek)
- 2006: Two-gether 6. Bremer Landesvertretung in Brüssel, Belgien (mit Norbert Bauer)
- 2006: Lieber Friedrich. KasselerKunstVerein
- 2006: gesichtet. Städtische Galerie Bremen
- 2006: Kunst aus Bremen in Worpswede. Sammlung Heinz Dodenhof, Roselius Museum, Große Kunstschau Worpswede
- 2006: Salon Salder – Neues aus Niedersächsischen Ateliers. Städtisches Museum Schloss Salder, Salzgitter
- 2005: Unter der Oberfläche. Künstlerstätte Stuhr-Heiligenrode, Stuhr (EZ)
- 2005: Die Abwesenheit der brennenden Pudel. Städtische Galerie Bremen
- 2004: Pass. Galerie der Hochschule für Künste Bremen (mit Christian Helwing)
- 2004: Musterhaut. Galerie 149 der Bremerhavener Initiative für Kultur (EZ)
- 2003: Dort triffst Du mich – Hittù mid par. Galerie Nema Hwad, Reykjavík, Island (mit Claudia Christoffel)
- 2002: Blattanbeter. galeriefürzeitgenössischekunst, Hamburg / Kunsthalle Wilhelmshaven (mit Christine Schulz und Diego Castro)
- 2001: Nordwestkunst. Kunsthalle Wilhelmshaven / Pasinger Fabrik, München
- 2001: Tri Top. Städtische Galerie Bremen
- 1999: Junger Westen 99. Kunsthalle Recklinghausen[3][19]

## Veröffentlichungen (Auswahl)
- Crossover. Illusion und Wirklichkeit. Marina Schulze - Helmut Lindemann. Sabine Isensee (Hrsg.), Veröffentlichung des Stadtmuseums Oldenburg, Band 85, 2018, ISBN 978-3-7308-1480-2, Ausstellungskatalog
- Keine Tiefe ohne Oberfläche. Marina Schulze. Künstlerhaus Göttingen (Hrsg.), Kerber Bielefeld, Berlin 2014, ISBN 978-3-86678-961-6, Ausstellungskatalog
- Blow Up. Marina Schulze. Stiftung Burg Kniphausen (Hrsg.), Galerie Epikur, Wuppertal 2010, ISBN 978-3-925489-85-3, Ausstellungskatalog
- Gute Waden. Marina Schulze. Cuxhavener Kunstverein (Hrsg.), Cuxhaven 2006, Ausstellungskatalog